# توايس تي في
توايس تي في (TWICE TV) هو برنامج واقعي يتبع عضوات فرقة الفتيات توايس في العديد من المغامرات خلال يومهم. الحلقات خاصة للمعجبين، أيامهم في التسجيلات والألعاب ولقطات الصور وعدة اشياء آخرى، يتكون البرنامج من 6 أجزاء ويتم تحميل معظم الحلقات على قناة الفرقة الرسمية على اليوتيوب.

## الأجزاء
الموسم الأول يتكون من 5 حلقات تركز على العضوات. تم عرضه لأول مرة في 10 يوليو 2015 وانتهى في 8 أغسطس 2015.
الموسم الثاني يتكون من 10 حلقات. تم عرضه لأول مرة في 23 أكتوبر 2015 وانتهى في 25 ديسمبر 2015.
الموسم الثالث يتكون من 8 حلقات. في هذا الموسم ، سافر الفتيات إلى جزيرة جيجو في إجازتهن، تم عرضه لأول مرة في 29 أبريل 2016 ، وانتهى في 17 يونيو 2016.
الموسم الرابع يتكون من 8 حلقات. تم عرضه لأول مرة في 31 أكتوبر 2016 ، وانتهى في 19 ديسمبر 2016.
الموسم الخامس يتكون من 24 حلقة. في هذا الموسم ، سافرت الفتيات إلى سويسرا في إجازتهن ، باستثناء جيهيو، اللتي لم تستطيع الذهاب في ذلك الوقت لمشاكل شخصية.  تم عرضه لأول مرة في 22 مايو 2017 ، وانتهى في 22 سبتمبر 2017.
الموسم السادس من العرض والعد مع 12 حلقة.  في هذا الموسم ، سافرت الفتيات إلى سنغافورة في إجازتهن.  تم عرضه لأول مرة في 8 نوفمبر 2017 ، وانتهى في 16 ديسمبر 2017.

### برنامج إضافية
يضم البرنامج حلقات إضافية مثل School Meal Adventure وهو برنامج يتكون من حلقتين يتبع العضوات داهيون ، تشايونغ ، جويو،
برنامج Jeongmo TV يضم مومو وجونغيون يظهرون حياتهم كزملاء في الغرفة ، يركز TWICE TV SPECIAL اثناء ترويج الأعضاء لأغنية "Knock Knock" ورحلتهم إلى أستراليا يتكون من 6 حلقات،
برنامج إضافية مثل: MoChaeng TV ، MoChaeng TV2 ، TWICE TV ، TWICE TV "What is Love?"، TWICE 5 Minute Radio، TWICE TV "Dance The Night Away"، Nayeon TV، TWICE TV "Yes Or Yes"، TWICE TV "The Best Thing I Ever Did"، Chaeyoung TV، Late 2018 & Early 2019 Events، TWICE TV Pocari Sweat، TWICE TV Fancy، TWICE TV TDOONG Entertainment، Momo & Sana's Jayeon TV، TWICE TV Feel Special، Twice TV Peach Sisters، Late 2019 & Early 2020 Events، Too Much Twice ، Jeongyeon TV، Twice's University Fashion Club، Mina TV، School Meal Club Reloaded، Finding TWICE's MBTI، و Sana TV.